# Zbigniew Brochwicz

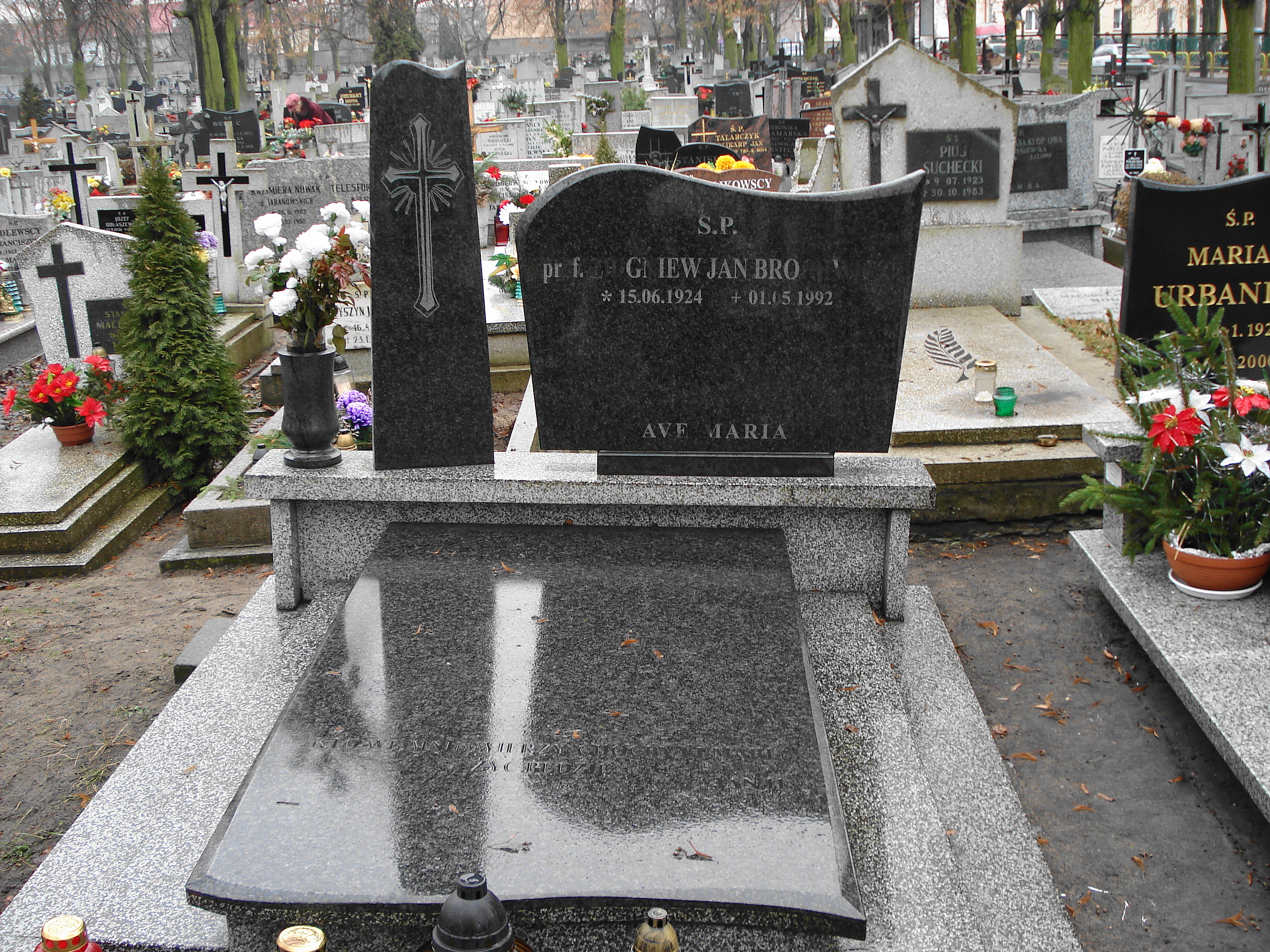
Nagrobek Zbigniewa Brochwicza na Cmentarzu NMP w Toruniu

Zbigniew Jan Brochwicz (ur. 15 czerwca 1924 w Piotrkowie Kujawskim, zm. 1 maja 1992 w Toruniu) – polski plastyk, specjalizujący się w konserwacji dzieł sztuki, oraz technologii i technikach malarskich.

## Życiorys
W latach 1937–1939 uczęszczał do Państwowego Gimnazjum Męskiego im. Waleriana Łukasińskiego w Wymyślinie (obecnie Skępe). Maturę zdał po wojnie, w 1949 w Państwowym Gimnazjum i Liceum dla Dorosłych im. S. Żeromskiego w Toruniu. Studiował sztuki piękne na Uniwersytecie Mikołaja Kopernika. W latach 1951–1953 pracował na stanowisku kierownika działu w Toruńskich i Bydgoskich Zakładach Graficznych. Pracował również w Przedsiębiorstwie Państwowym Pracownie Konserwacji Zabytków w Toruniu. Studia ukończył w 1954 roku pod opieką Leonarda Torwirta.
W 1954 został zatrudniony na stanowisku asystenta na Wydziale Sztuk Pięknych UMK. W 1967 uzyskał stopień doktora. Tematem jego rozprawy były Zaprawy romańskie z reliktów architektury kamiennej odkrytej na Podgrodziu Książęcym w Gnieźnie, a promotorem Kazimierz Żurowski. W 1968 otrzymał stanowisko docenta etatowego. W latach 1969–1981 kierował Katedrą, a następnie Zakładem Technologii i Technik Malarskich UMK. Stanowisko profesora nadzwyczajnego otrzymał w 1983 roku, a tytuł profesora zwyczajnego sztuk plastycznych w 1991 roku. Od 1969 do 1972 pełnił funkcję prodziekana, a w latach 1972-1975 dziekana Wydziału Sztuk Pięknych UMK. Publikował w czasopiśmie „Materiały Muzeum Budownictwa Ludowego w Sanoku”.

## Wybrane publikacje
- Badania składu mineralnego sztucznego kamienia w XIV-wiecznych rzeźbach i elementach architektonicznych na zamku w Malborku (1984)
- Materiały i techniki malarskie średniowiecznych malowideł ściennych w kościele św. Jakuba w Toruniu (1988, współautor, ISBN 83-231-0093-4)
- Identyfikacja podobrazi i spoiw malarskich w zabytkowych dziełach sztuki (1992, redakcja pracy zbiorowej, ISBN 83-231-0313-5)
- Materiały i techniki malarskie w średniowiecznych malowidłach ściennych w domu dawnego Bractwa Kupieckiego przy ulicy Żeglarskiej 5 w Toruniu (1991, współautor, ISBN 83-231-0117-5)